# Лясувкі (Великопольське воєводство)
Лясувкі (пол. Lasówki, нім. Gut Lasuwko) — село в Польщі, у гміні Ґродзиськ-Велькопольський Ґродзиського повіту Великопольського воєводства.